# Pietro Vigorelli
Pietro Vigorelli (Ponte di Legno, 5 settembre 1948) è un medico e psicoterapeuta italiano, promotore e cofondatore del Gruppo Anchise.
Partendo dal Conversazionalismo di Giampaolo Lai ha sviluppato l'approccio capacitante nella cura degli anziani fragili e delle persone con malattia di Alzheimer.

## Biografia
Nato il 5 settembre 1948, maturità classica all'Istituto Leone XIII di Milano, si è laureato in Medicina all'Università di Milano nel 1973 con pieni voti e lode discutendo la tesi ‘'Autoimmunità serica e aspetti psicosomatici nella Rettocolite ulcerosa (Colite ulcerosa). Studio di 20 casi”. A partire da allora la sua formazione si è sviluppata secondo tre direttive: la medicina, la psicoterapia e le tecniche di rilassamento corporeo.

### La psicoterapia
Era studente di medicina quando, a seguito della visita nel 1970 a Milano di Michael Balint, psicoanalista ungherese patrocinatore della Object Relations School, ha cominciato a frequentare il Gruppo Balint condotto da Alberto Maria Comazzi presso la Clinica Psichiatrica dell'Università di Milano. Successivamente ha partecipato al Gruppo Balint di Ascona (Svizzera) condotto da Boris Luban-Plozza e ai Corsi di formazione intensiva discontinua con Michel Sapir (1977 - 1980). L'impronta di tali gruppi, finalizzati alla formazione relazionale del medico, ha costituito un filo conduttore di tutte le attività successive. La formazione psicoterapeutica, iniziata con la Scuola di psicoterapia psicoanalitica del Centro Studi Ariosto e interrotta per il servizio militare come ufficiale medico in Sardegna, è proseguita con la specializzazione in Psichiatria, la psicoterapia sistemica di coppia e individuale, l'Accademia delle Tecniche conversazionali di Giampaolo Lai. Dal 1999 è iscritto nell'Elenco degli Psicoterapeuti dell'Ordine dei Medici di Milano.

### La medicina
A partire dall'anno della laurea ha lavorato come medico ospedaliero, coltivando il secondo pilastro della sua formazione, la medicina interna, indirizzandola verso gli anziani fragili e considerando la relazione interpersonale come fattore terapeutico. Dapprima Assistente presso l'Ospedale Maggiore di Milano, poi Aiuto presso l'Ospedale San Carlo Borromeo, dal 1998 è stato Responsabile Coordinatore della gestione dei posti letto dedicati al Recupero e Riabilitazione funzionale, dal 2001 al 2006 Responsabile dell'Unità Operativa Semplice (UOS) di Medicina Riabilitativa.
Contemporaneamente al lavoro ospedaliero si è specializzato in Malattie dell'Apparato digerente,  con la tesi sperimentale “Aspetti psicosomatici dell'ulcera duodenale” (1978); Psichiatria, con la tesi “L'Alleanza terapeutica. Il concetto psicoanalitico e cenni sulla sua estensione alla pratica medica” (1982); in Medicina interna, con la tesi “La risposta fibrinolitica in soggetti con ipertrigliceridemia e basse concentrazioni di colesterolo-HDL: gli effetti del gemfibrozile” (1993).

### Le tecniche di rilassamento
La convinzione dell'unitarietà di corpo e psiche l'ha portato ad approfondire il terzo pilastro della sua formazione, rivolto alle tecniche di rilassamento corporeo, partecipando a corsi ed esperienze formative prima sul training autogeno di J. H. Schultz con Boris Luban-Plozza e Luigi Peresson, poi sulla Relaxation à inductions multiples con Michel Sapir. Partendo da tali esperienze ha messo a punto una tecnica specifica che viene utilizzata sia in ambito terapeutico che formativo.

### La formazione
Nel 1986 ha tenuto il primo Corso di formazione di “Psicologia applicata alla professione” presso la Scuola professionale per infermieri dell'Ospedale San Carlo Borromeo di Milano, poi ha proseguito l'attività di formatore rivolgendola anche a medici, psicologi, psicoterapeuti e a tutti gli operatori di area geriatrica. Dal 1994 al 2000 è stato Coordinatore per le attività pratiche del Corso biennale di formazione specifica in Medicina generale della Regione Lombardia.
Nel 2005 ha fondato insieme ad alcuni colleghi il Gruppo Anchise, associazione tra esperti per la ricerca, la formazione e la cura della persona anziana ed ha elaborato e promosso l'approccio capacitante.

### Aree d'interesse
Attualmente esercita l'attività di medico, psicoterapeuta e formatore; è consulente medico per un grande gruppo di consulenza; collabora con enti pubblici e privati; tiene Corsi all'Università di Milano e alla Scuola di Psicoterapia Sistemico-Relazionale Integrata IRIS.
Aree d'interesse:
- La Terapia del Riconoscimento nella cura delle persone malate di Alzheimer
- L'approccio capacitante con gli anziani fragili che vivono in RSA
- L'Accoglienza capacitante dei nuovi ospiti in RSA
- I Gruppi ABC per i familiari di malati Alzheimer (ispirati all'approccio capacitante)
- La formazione degli operatori delle RSA e delle Unità di Valutazione Alzheimer (UVA), basata sull'uso consapevole della parola e sull'approccio capacitante

## Pubblicazioni
- Vigorelli P., Vigorelli L., Alleanza terapeutica tra medico e paziente, Milano, Ghedini, 1985.
- Vigorelli P. (a cura di), La conversazione possibile con il malato Alzheimer, Milano, Franco Angeli, 2004. ISBN 88-464-5455-3.
- Vigorelli P., Alzheimer senza paura. Perché parlare, come parlare, Rizzoli, Milano, 2008. ISBN 978-88-17-02271-2.
- Vigorelli P., The ABC Group for caregivers of persons living with dementia: self-help based on the Conversational and Enabling Approach, in Non-pharmacological therapies in dementia, 2010, 3, 271-286. (https://www.novapublishers.com/catalog/product_info.php?products_id=22316[collegamento interrotto]).
- Vigorelli P., Il Gruppo ABC. Un metodo di autoaiuto per i familiari dei malati Alzheimer, Milano, Franco Angeli, 2010. ISBN 978-88-568-1417-0.
- Vigorelli P., L'Approccio Capacitante.  Come prendersi cura degli anziani fragili e delle persone malate di Alzheimer, Milano, Franco Angeli, 2011. ISBN 978-88-568-3313-3.
- Vigorelli P., Cinque minuti per l'accoglienza in RSA. Un metodo basato sull'Approccio capacitante, Milano, Franco Angeli, 2012. ISBN 978-88-568-4127-5.
- Vigorelli P., Bonalume M., Cocco A., Lacchini C., Maramonti A., Negri Chinaglia C., Peduzzi A., Pezzano D., Riedo E., Sertorio S., L'Approccio Capacitante nella cura degli anziani fragili e delle persone con deficit cognitivi. 10 anni di esperienza, Psicogeriatria, 2011, 2, 58-70. (http://www.psicogeriatria.it/usr_files/pubblicazioni/riviste/psicogeriatria_2_2011.pdf[collegamento interrotto]).
- Vigorelli P., Aria nuova nelle case per anziani. Progetti capacitanti, Milano, Franco Angeli, 2012. ISBN 978-88-204-0850-3.